# Knopflochweste
Die Knopflochweste (engl. Button-Hole-Jack) ist eine Schutzwaffe aus Europa.

## Beschreibung
Die Knopflochweste besteht aus Leinwand. Sie bestand aus einer Art Weste, die entweder gefüttert, oder mit eingenähten Hornplatten versehen war. Auf der Vorderseite wurden runde Verstärkungen mit der Hilfe von Knopflochstichen aufgenäht, woher der Name der Weste stammt. Die Knopflochjacke wurde nur von höhergestellten Personen getragen. Sie diente als Schutz unter den Brustpanzern um Schläge abzumildern und den Körper vor Reibung oder Druck des Panzers zu schützen.